# Ruger GP100

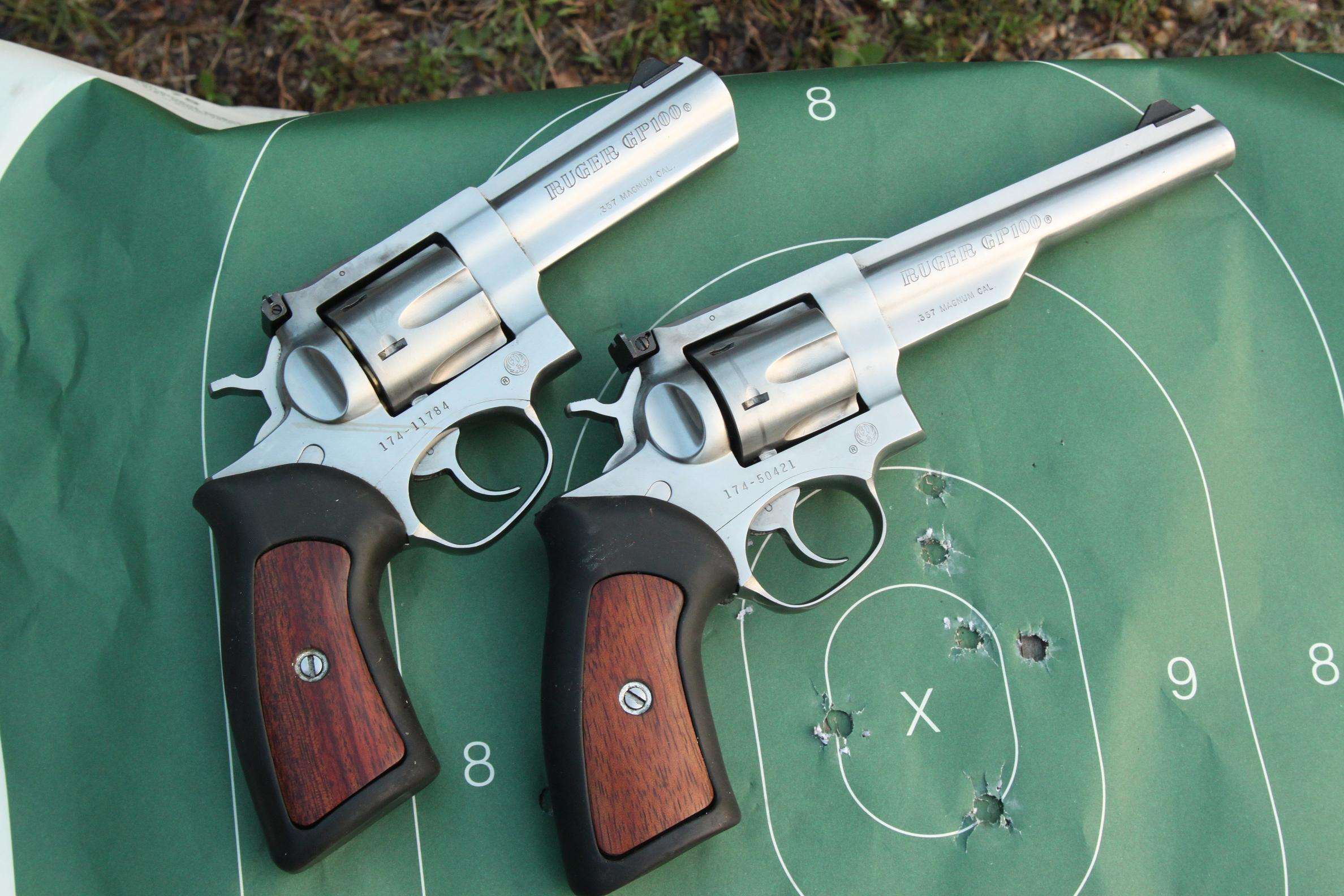
Deux Ruger GP100 en .357 Magnum dans sa finition inox.

Le Ruger GP100 est une arme à feu fabriquée par Sturm Ruger & Co aux U.S.A
à partir de 1985 pour remplacer la série des Ruger Security-Six/ Service-Six. Prévu pour les cartouches de .357 Magnum fortement chargées, il existe en plusieurs versions, noir ou stainless, à canon léger ou lourd, avec ou sans organes de visée réglable. 

## Caractéristiques
- Mécanisme : Double action, barillet basculant à gauche
- Calibre : .357 Magnum, .38 Special, 9 mm Federal (modèle produit en petite série entre 1987 et 1989)
- Longueur du canon : 76 mm, 102 mm ou 152 mm
- Longueur du révolver : 216 mm, 241 mm ou 266 mm
- Capacité : 6 coups
- Poids : 980-1000-1300 g

## Versions
Le 2e chiffre indique la longueur du canon et le K signifie que l'arme est construite en acier inoxydable. Depuis 1987, le catalogue Ruger propose les variante suivantes du GP100 :
| Réf. Cataloque | Calibre | Longueur du Canon (pouce anglais) | Finition | Visée    | Masse       | Renfort de canon |
| -------------- | ------- | --------------------------------- | -------- | -------- | ----------- | ---------------- |
| GP-141         | .357    | 4"                                | Bleue    | Réglable | 40 onces    | Long             |
| GP-161         | .357    | 6"                                | Bleue    | Réglable | 45 onces    | Long             |
| GPF-840        | .38     | 4"                                | Bleue    | Fixe     | 37 onces    | Court            |
| GPF-841        | .38     | 4"                                | Bleue    | Fixe     | 38 onces    | Long             |
| KGP-141        | .357    | 4"                                | Inox     | Réglable | 40 onces    | Long             |
| KGP-151        | .357    | 5"                                | Inox     | Réglable | 42 onces    | Long             |
| KGP-161        | .357    | 6"                                | Inox     | Réglable | 45 onces    | Long             |
| KGPF-331       | .357    | 3"                                | Inox     | Fixe     | 36 onces    | Long             |
| GPNY           | .38     | 3" & 4"                           | Inox     | Fixe     | 36~37 onces | Long             |

## Diffusion
Le Ruger GPNY38, a été livré  aux membres du NYPD de 1987 à 1991. Fonctionnant en DAO, il  possède un canon de 7,62 ou 10,2 cm muni d'instruments de visée fixes et ne tire que le .38 Special. Le GP100 en .357 Magnum fut notamment en service au sein de l'US Marshals Service en compagnie des S&W M19 et M66 jusqu'à leurs remplacement à tous 3 par le SIG P228 en 1992.

## Apparition

### Cinéma
Le GP100 apparaît dans plusieurs films:
- À toute épreuve
- Tango et Cash
- Flic de haut vol
- Terminator.

### Séries télévisées
- Il apparaît aussi dans la saison 3 de la série télévisée Les Experts : Miami, dans laquelle il s'agit de l'arme de service de l'Inspecteur John Hagen, qui se suicide dans le dernier épisode après avoir menacé sa collègue Calleigh Duquesne alors qu'il subtilisait une preuve. Dans ce même épisode, Calleigh identifie l'arme par le bruit du barillet.

## Sources
- Magazines  Action Guns, AMI et Cibles.
- R Caranta, Pistolets & Revolvers, aujourd'hui, 5 volumes, Crépin-Leblond, 1998-2009